# 梨溪镇
梨溪镇，是中华人民共和国江西省抚州市宜黄县下辖的一个乡镇级行政单位。

## 行政区划
梨溪镇下辖以下地区：
梨溪镇社区、梨溪村、三陂村、官坪村、中和村、九车村、桐源村、外阴村、里阴村、尚源村、上狮溪村和下狮溪村。